# Excentricidad (comportamiento)

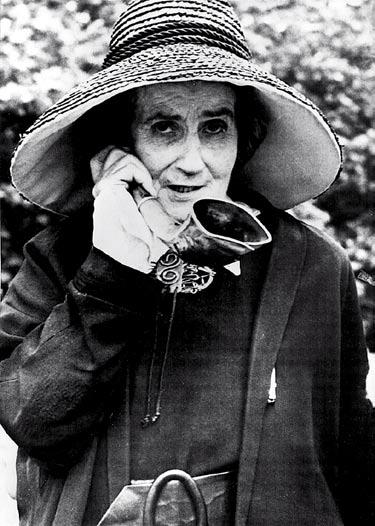
en con su trompetilla para oír es un ejemplo de la excentricidad.

En el lenguaje popular, el término excentricidad se utiliza para designar el comportamiento diferente o inusual de un individuo. Este comportamiento suele ser frecuentemente percibido como inusual o innecesario por los demás, aunque no tiene por qué entrar en disonancia con la adaptación social del sujeto. La excentricidad contrasta frente al "comportamiento normal". Las personas que exhiben constantemente este tipo de comportamiento son denominadas "excéntricas".

## Descripción de la excentricidad
La excentricidad a menudo está asociada con la genialidad, la superdotación y la creatividad. El comportamiento excéntrico del individuo es percibido como la expresión de su inteligencia única o su impulso creativo. La forma de actuar de una persona excéntrica suele ser incomprensible no porque sea ilógica o resultado de una locura, sino porque proviene de una mente tan original que no puede ajustarse a las convenciones sociales. En las palabras de Edith Sitwell:

La excentricidad no es, como se suele pensar, una forma de locura. Habitualmente es una clase de orgullo inocente, tanto el genio como el aristócrata a menudo son recordados como excéntricos porque ambos actúan sin temor y no son influenciados por las opiniones y los caprichos de la muchedumbre.

## Comparación con la norma

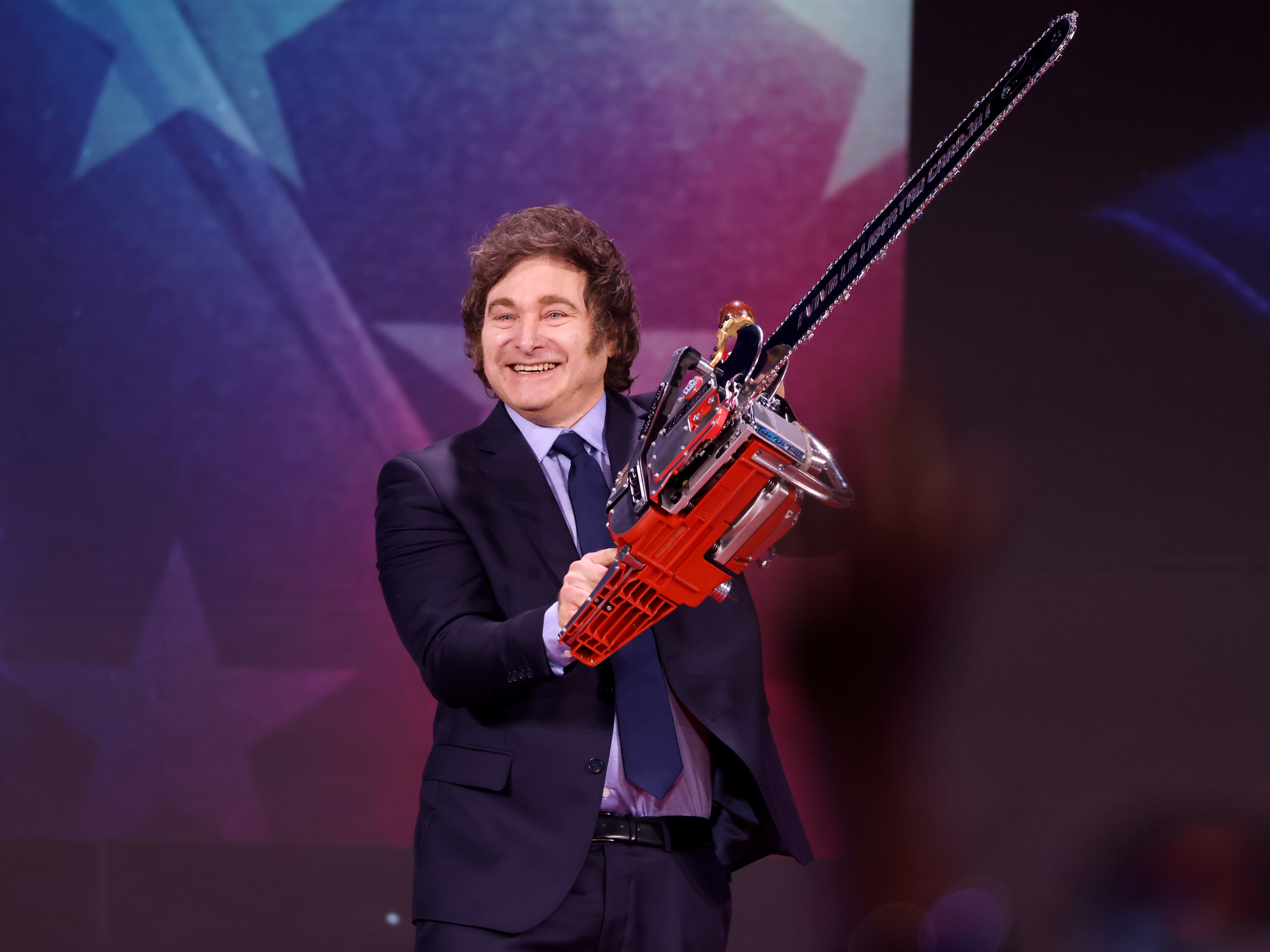
El presidente argentino Javier Milei, aquí sosteniendo una motosierra en 2025, ha sido conocido por su excentricidad, apodado como "El Loco"

Una persona que simplemente “no encaja” o es vulgar no debe ser, según la más estricta definición, considerada excéntrica puesto que su ordinariez probablemente se deba a las convenciones de su entorno nativo.
Los excéntricos puede que no comprendan los estándares del comportamiento normal en su cultura. Viven absolutamente despreocupados por la desaprobación que puedan tener sus hábitos o creencias dentro de la sociedad y exhiben lo más a menudo posible un individualismo extremo. Muchas de las mentes más brillantes de la historia han mostrado comportamientos y hábitos inusuales.
Otras personas manifiestan un gusto excéntrico a la hora de elegir su ropa o tiene  aficiones o colecciones excéntricas que mantienen con absoluta persistencia. También pueden tener una manera del hablar precisa y pretenciosa, con originales juegos de palabras y recursos lingüísticos.
Las excentricidades más comunes se han asociado a menudo a los perfiles psicológicos que indicaban una sobrecompensación, cierta inseguridad, problemas sin resolver de la infancia, celibato involuntario y otros problemas sexuales, amor no correspondido, angustia y otros problemas románticos, sentimientos reprimidos, ineptitud social, monomanía, o una variedad de otras influencias, incluso sin la necesidad de clasificar a la persona como enfermo mental.[cita requerida] Algunos perfiles psicológicos aceptados que se atribuyen comúnmente a los excéntricos son el complejo de Edipo (deseo de un varón joven de competir con su padre por el afecto de madre), complejo de Napoleón (complejo de inferioridad que sufre la gente baja), síndrome de Peter Pan, desórdenes obsesivos, y desórdenes relacionados con el autismo, especialmente con el síndrome de Asperger. 
Algunos individuos pueden incluso realizar excentricidades consciente y deliberadamente, en un intento de apartarse de las normas sociales o aumentar un sentimiento único de identidad; empujados de forma considerable por los estereotipos (por lo menos de la cultura popular y especialmente por los personajes ficticios) asociados a menudo a la excentricidad. Sin embargo, esto no siempre resulta acertado y el individuo en cuestión puede ser rechazado por los demás, que piensan que simplemente pretende llamar la atención.
La extravagancia es un tipo de excentricidad relacionada con la abundancia y la prodigalidad.

## Características
El psicólogo David Weeks menciona que la gente que padece una enfermedad mental "sufre" su comportamiento mientras que los excéntricos sanos suelen ser felices. Incluso afirma que los excéntricos son "menos" propensos a sufrir enfermedades mentales que los demás. Esto quizá esté relacionado con que las personas introvertidas padecen más enfermedades mentales que las extrovertidas, que tienden a hacer que los demás sufran sus problemas.
Hay catorce características que permiten distinguir a una persona excéntrica sana de una persona normal o de alguien que tiene una enfermedad mental. Las primeras cinco características son las de mayor relevancia:
- Actitud inconformista.
- Creatividad.
- Curiosidad intensa.
- Idealismo.
- Obsesión con aficiones.
- Sabe desde la infancia que es diferente del resto.
- Inteligencia elevada.
- Pertinaz y abierto.
- Detallista.
- Hábitos alimentarios y comportamientos inusuales.
- Ausencia de interés en las opiniones o la compañía de los demás.
- Particular sentido del humor.